# Freestyle (snowboarding)
Freestyle snowboarding - dyscyplina sportu, w której zadaniem zawodników jest zdobywanie punktów za poszczególne dowolne (free) ewolucje stylowe (style). Rodzaj snowboardingu, dyscyplina dzieli się na wiele konkurencji: slopestyle, half-pipe, big air, Freeride, Jibbing.
Przykładowe figury:
- 360
- Backflip
- Frontside air
- Method
- Nose grab
- Rocket
- Big air
- 1080

Często wiązany z całą subkulturą i specyficznym podejściem do jazdy na desce. Na świecie od wielu lat owocuje to tworzeniem filmów snowboardowych i innymi kreatywnymi osiągnięciami. W Polsce za stolicę freestylu uważa się Bielsko-Białą.